# König-Wilhelm-Gymnasium Höxter
Das König-Wilhelm-Gymnasium ist ein Gymnasium in der Kreisstadt Höxter, Nordrhein-Westfalen. Es ist benannt nach dem preußischen König und späteren deutschen Kaiser Wilhelm I.

## Geschichte
1865 wurde seitens der damaligen Kultusbehörde die Errichtung eines evangelischen Gymnasiums genehmigt, was dazu führte, dass sich katholische Kreise in der Stadt beschwerten, da noch kein  katholisches Gymnasium bestand und man vielmehr ein katholisches Gymnasium mit evangelischem Zweig befürwortete. 1868 kam es zur Namensgebung zum heutigen offiziellen Namen, dem König-Wilhelm-Gymnasium.
Die Schule wechselte des Öfteren den Standort. Letztmaliger Umzug in das heutige Gebäude im Schulzentrum am Bielenberg war 1973.

## Persönlichkeiten
Am Gymnasium lernten bzw. lehrten:
- Franz Fauth (1841–1905), Direktor des Gymnasiums 1901–1905
- Max Gottschald (1882–1952), Philologe und Namenforscher, Abiturient 1901
- Friedrich-Theodor Hruška (1930–2013), Politiker (FDP), Abiturient 1951
- Karl-Heinz Menke (1927–2025), Agrar- und Ernährungswissenschaftler, Professor für Tierernährung und Lehrstuhlinhaber, Abiturient vor 1953
- Klaus Töpfer (1938–2024), Politiker (CDU) und Wissenschaftler, Abiturient 1959
- Rüdiger Ahrens (* 1939), Anglist und Kulturwissenschaftler, Abiturient 1959
- Gerd Edler von Löw (1939–2025), Brigadegeneral der Bundeswehr
- Florian Mausbach (* 1944), Stadtplaner, Abiturient 1963
- Josef Kowalski (* 1946), Brigadegeneral der Bundeswehr und Vizepräsident des Amtes für den Militärischen Abschirmdienst
- Frederick Schulze (* 1949), Politiker (CDU, Partei Rechtsstaatlicher Offensive, Pro-Bürger-Partei), Abiturient 1967
- Thomas von Heesen (* 1961), Fußballspieler und -trainer
- Anja Niedringhaus (1965–2014), Fotojournalistin, Abiturientin 1986
- Florian Roser (* 1972), Hochschullehrer und Neurochirurg, Abiturient 1991
- Koray Günter (* 1994), Fußballprofi
- Merle Spellerberg (* 1996), Politikerin, Abiturientin 2016

## Schriften
- Jahresbericht über das Progymnasium zu Höxter a. d. Weser : Ostern ..., Höxter : Bauer, 1.1867/68(1868) Digitalisat
- Jahresbericht über das König-Wilhelms-Progymnasium zu Höxter a. d. Weser : Ostern ..., Bielefeld : Velhagen & Klasing, 2.1868/69(1869) - 5.1871/72(1872) Digitalisat
- Hermann Petri: Die Einweihung des Progymnasial-Gebäudes am 21. April 1870, 1871 Digitalisat
- Jahres-Bericht des Wilhelms-Gymnasiums zu Höxter a.d. Weser, Höxter : 6.1872/73(1873) - 48.1914/15(1915)[?]; Digitalisat
- Hermann Petri: Jahrbücher über die ersten 25 Jahre des König Wilhelms-Gymnasiums zu Höxter a. Weser, Höxter : Flotho, 1892 Digitalisat
- Die am 26. April 1906 bei der Einführung des Direktors gehaltenen Reden, 1907 Digitalisat